# عادل لبيب
اللواء عادل لبيب (1 يناير 1945 -) وزير التنمية المحلية الأسبق، وعمل قبلها محافظاً لقنا ثم البحيرة فالإسكندرية. ولد في مدينة كفر الشيخ في 1 يناير 1945، رتبته لواء وتحصل على ليسانس حقوق وشرطة العام 1967.